# Block
Block je priimek več znanih oseb:
- Albercht Block (1774—1947), nemški agronom
- Adolf Block ( 1893—1990), nemški general
- Adriaen Block (1567—1627) nizozemski pomorščak
- Emil Block (1884—1963), nemški slikar
- Josef Block (1863—1943), nemški slikar
- Maurice Block (1816—1901), francoski ekonomist
- Petrus Jonannes Block (1855—1929), nizozemski zgodovinar
- Walter Block (*1941), ameriški ekonomist